# 郭穰
郭穰（?—?），西汉官员，汉武帝时担任內謁者令。
征和三年（前90年），郭穰告发丞相刘屈氂夫人因为丞相多次被贬，让巫师詛咒皇帝，及與貳師将军李广利一起禱祠，想要让昌邑王刘髆為帝。刘屈氂斬于東市，妻儿首華陽街。貳師將軍李广利投降匈奴，宗族滅绝。後元二年（前87年），汉武帝得病，有人说長安獄中有天子氣，於是皇帝派遣使者将長安獄中犯人不论輕重一切全殺。郭穰夜间到郡邸獄，丙吉閉門拒绝使者进入，说：「皇曾孫在。无辜的他人处死都不可以，何況親曾孫！」守到天明使者不得进入，郭穰回去告知武帝，上奏弹劾丙吉。汉武帝说：「天让他这么做的。」于是赦天下。